# Pastilla de fre

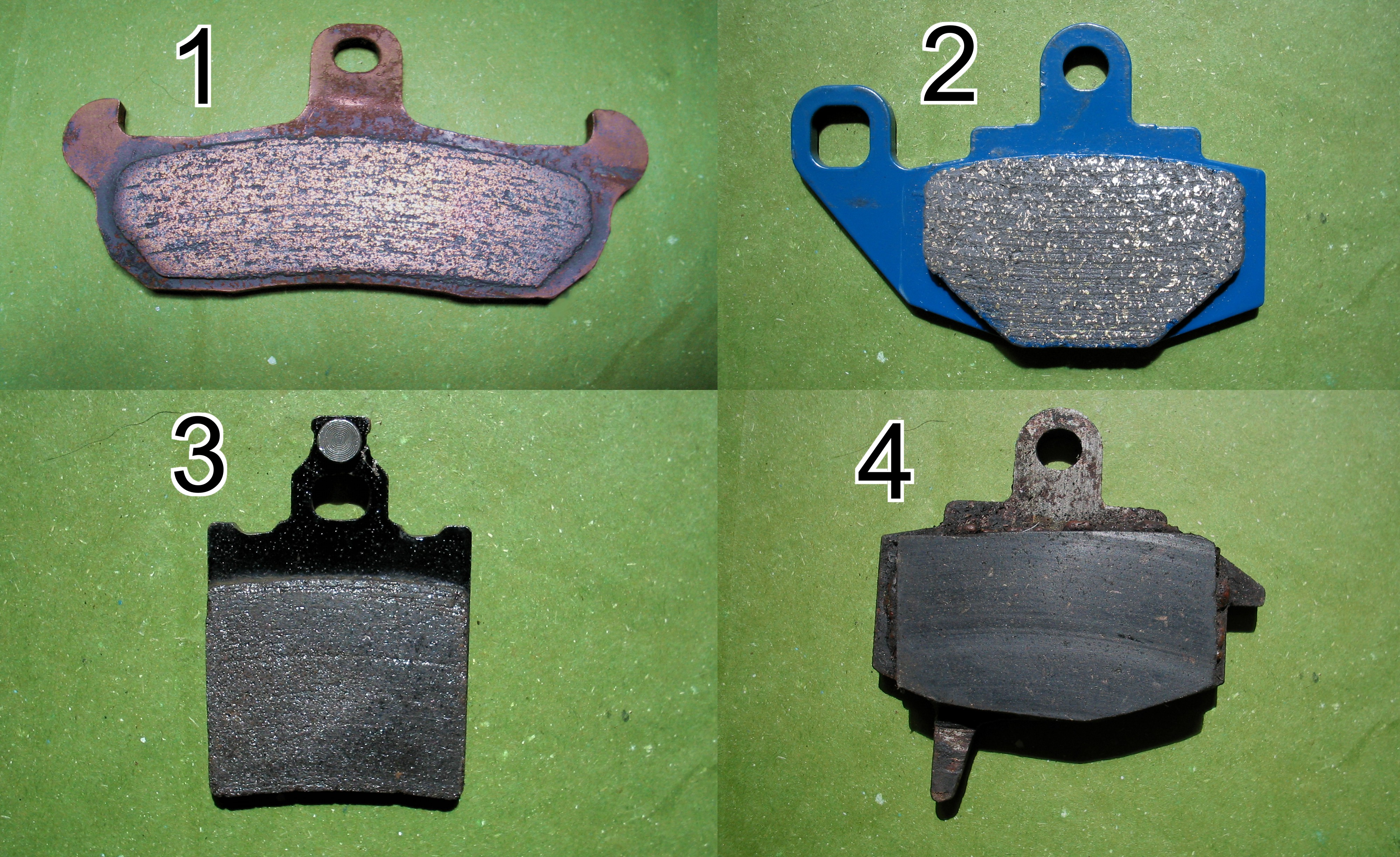
Pastilles per a frens de disc

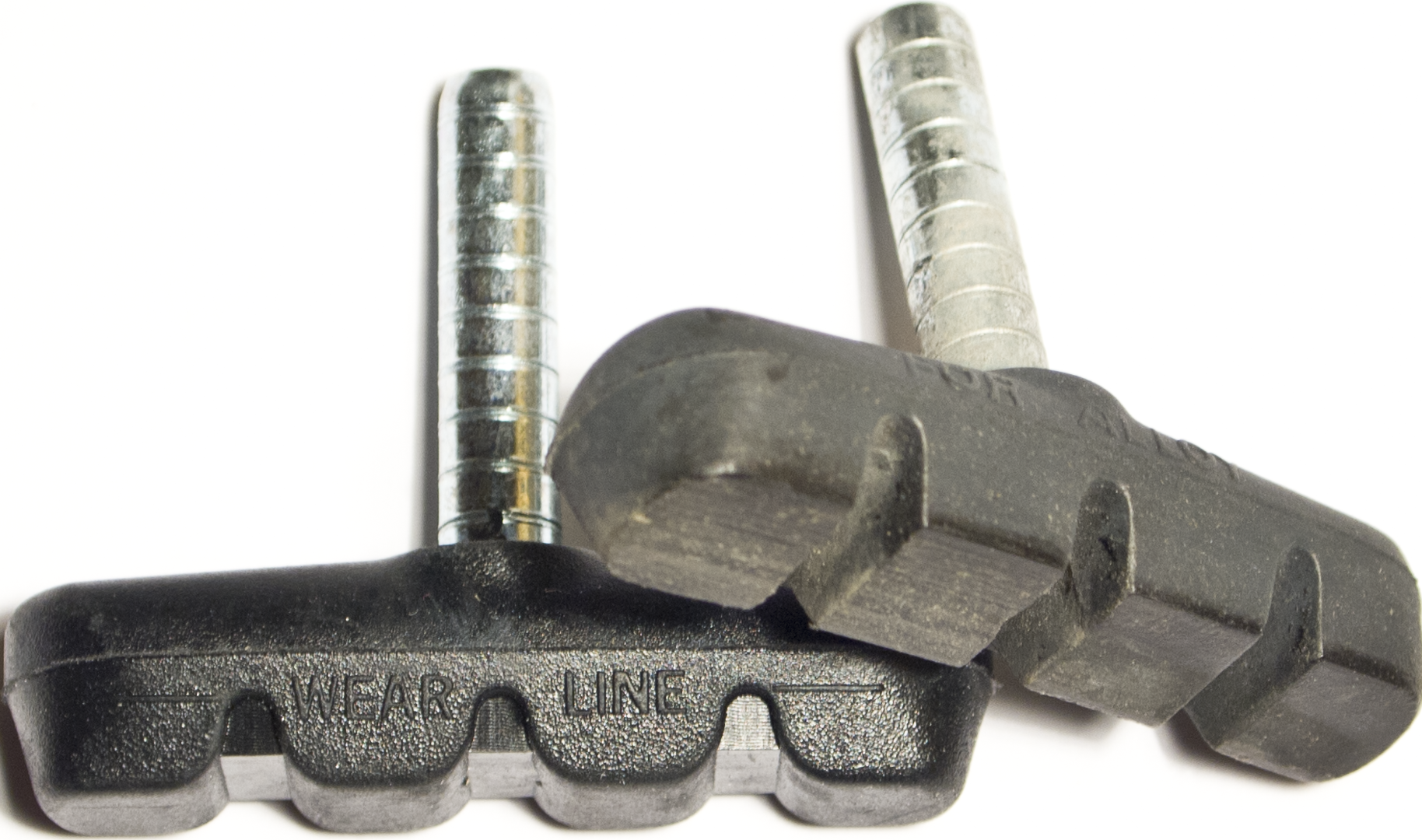
Pastilles de fre de bicicleta

Les pastilles de fre són un component dels frens de disc o dels frens de llanta, utilitzats en automoció i altres aplicacions. Les pastilles de fre estan compostes per plaques de suport d'acer amb material de fricció adherit a la superfície que mira cap als discos del fre de disc o caixes de suport d'acer amb material de fricció als frens de bicicleta.

## Funció
Les pastilles de fre converteixen l'energia cinètica d'un vehicle en energia tèrmica a través de la fricció. Dues pastilles de fre estan contingudes al fre amb les seves superfícies de fricció mirant cap al rotor. Quan els frens s'apliquen hidràulicament, la mordassa subjecta o prem les dues pastilles contra el rotor giratori per reduir la velocitat i aturar el vehicle. Quan una pastilla de fre s'escalfa a causa del contacte amb el rotor, transfereix petites quantitats del seu material de fricció al disc, deixant una capa grisa opaca sobre ell. La pastilla de fre i el disc (tots dos ara tenen el material de fricció), després s'enganxen entre si, proporcionant la fricció que atura el vehicle.
Als frens de disc, normalment hi ha dues pastilles de fre per rotor de disc. Aquests es mantenen al seu lloc i són accionats per una pinça fixada al cub de la roda o al muntant de suspensió. Tot i això, els calibradors de carreres poden utilitzar fins a sis pastilles, amb diferents propietats de fricció en un patró escalonat per a un rendiment òptim. Depenent de les propietats del material, el pes del vehicle i les velocitats a què es condueix, les taxes de desgast del disc poden variar. Les pastilles de fre generalment s'han de reemplaçar regularment (segons el material de la pastilla) per evitar que els frens s'esvaeixin. La majoria de les pastilles de fre estan equipades amb un mètode per alertar el conductor quan cal fer-ho. Una tècnica comuna és la fabricació d'una petita ranura central la eventual desaparició de la qual per desgast indica el final de la vida útil d'una pastilla. Altres mètodes inclouen col·locar una tira prima de metall tou en una ranura, de manera que quan s'exposen (a causa del desgast) els frens grinyolen audiblement. També es pot incrustar una llengüeta de desgast de metall tou al material de la pastilla que tanca un circuit elèctric quan la pastilla de fre es desgasta, encenent una llum d'advertència al tauler.

## Història
El concepte de pastilles de fre en els frens de disc com a alternativa als frens de tambor existia almenys des d'una patent de FW Lanchester el 1902. No obstant això, a causa de l'alt cost i les ineficiències en comparació dels frens de tambor, no es van implementar comunament fins després de la Segona Guerra Mundial. Quan la tecnologia dels frens de disc va millorar, el rendiment dels frens va superar ràpidament al dels frens de tambor. La diferència de rendiment es va exhibir més notablement el 1953 quan un Jaguar equipat amb pastilles de fre va guanyar la carrera del Gran Premi de Resistència de les 24 Hores de Le Mans. L'èxit del Jaguar s'atribueix comunament als frens de disc de l'automòbil, que van permetre als conductors acostar-se als revolts més ràpid i frenar més tard que els seus oponents, cosa que finalment va conduir a la victòria. Encara el 1963, la majoria dels automòbils que usaven frens de disc eren de fabricació europea, i els automòbils nord-americans van adoptar la tecnologia a finals de la dècada de 1960 després de la invenció de les pinces fixes que van fer que la instal·lació fos més econòmica i compacta.

## Tecnologia

### Avantatges del fre de disc
Els frens de disc ofereixen un millor rendiment de frenada en comparació amb els frens de tambor. Proporcionen una millor resistència a l'"esvaïment dels frens" causat pel sobreescalfament de les pastilles de fre i també poden recuperar-se ràpidament de la immersió (els frens humits són menys efectius). A diferència d'un fre de tambor, el fre de disc no té efecte d'autoservo: la força de frenada sempre és proporcional a la pressió aplicada a la palanca del pedal de fre. Tot i això, molts sistemes de frens de disc tenen servoassistència ("Brake Booster") per reduir l'esforç del pedal del conductor.
Les pastilles dels frens de disc són més fàcils d'inspeccionar i reemplaçar que els folres de fricció dels frens de tambor.

## Tipus

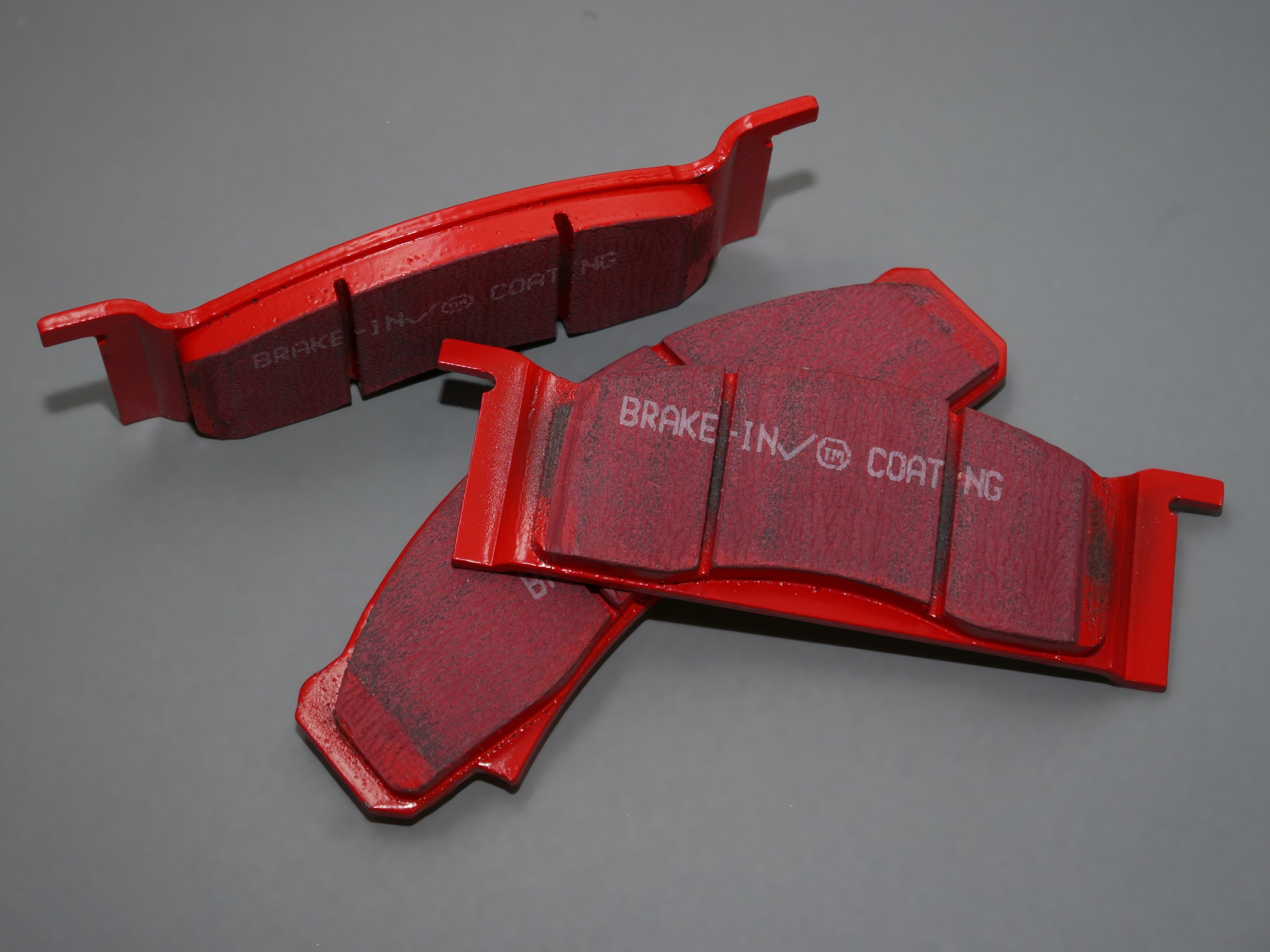
Un joc de pastilles per a frens de disc dalt rendiment

Hi ha nombrosos tipus de pastilles de fre, segons l'ús previst del vehicle, des de molt toves i agressives (com les aplicacions de carreres) fins a compostos més durs, duradors i menys agressius. La majoria dels fabricants de vehicles recomanen un tipus específic de pastilla de fre per al seu vehicle, però els compostos es poden canviar (ja sigui comprant una pastilla de diferent marca o actualitzant a una pastilla d'alt rendiment a la gamma del fabricant) segons els gustos personals i estils de conducció. Sempre cal anar amb compte en comprar pastilles de fre no estàndard, ja que els rangs de temperatura de funcionament poden variar, per exemple, les pastilles de rendiment no frenen de manera eficient quan estan fredes o les pastilles estàndard s'esvaeixen amb la conducció intensa. Als automòbils que pateixen d'esvaïment excessiu dels frens, el problema es pot minimitzar instal·lant pastilles de fre de millor qualitat i més agressives.

## Materials
Les característiques més importants que es tenen en compte a l'hora de seleccionar el material d'una pastilla de fre són les següents:
- La capacitat del material per resistir l'esvaïment dels frens, causat per un augment de la temperatura que experimentarà el material a partir de la conversió d'energia cinètica en energia tèrmica.[5][6]
- Els efectes de la humitat en el fre s'esvaeixen. Tots els frens estan dissenyats per suportar com a mínim una exposició temporal a l'aigua.[5][6]
- La capacitat de recuperar-se ràpidament de laugment de la temperatura o la humitat i exhibir aproximadament els mateixos nivells de fricció en qualsevol punt del procés dassecat o refredament.[5][6]
- El coeficient de fricció de les pastilles de fre modernes ha de ser prou baix per evitar el bloqueig de les rodes, però prou alt per proporcionar prou potència de frenada. Els coeficients de fricció solen estar entre 0,3 i 0,5 per als materials de les pastilles de fre.[6]
- Se sacrifica la capacitat de resistir el desgast degut a la fricció, però no en la mesura que el desgast del disc sigui més ràpid que el material del fre.[5][6]
- La capacitat del material per proporcionar un contacte uniforme i uniforme amb el rotor o el tambor, en lloc d'un material que es trenca a trossos o causa forats, abonyegaments o altres danys a la superfície en contacte.[5][6]
- La capacitat d'aplicar la força de fricció adequada mentre s opera silenciosament.[6]

Un altre requisit material que es considera és que tan comprimibles són les pastilles de fre; si són massa comprimibles, el recorregut del fre pot ser excessiu. El material de les pastilles de fre també ha de ser porós perquè laigua no afecti el coeficient de fricció.
L'asbest es va afegir com un ingredient comú a les pastilles de fre després de la Primera Guerra Mundial, quan la velocitat dels automòbils va començar a augmentar, perquè les investigacions van demostrar que les seves propietats li permetien absorbir la calor (que pot assolir els 500 °F) mentre segueix proporcionant la fricció necessària per aturar un vehicle. Tot i això, a mesura que els greus perills de l'asbest per a la salut van començar a fer-se evidents, es van haver de trobar altres materials. Les pastilles de fre d'asbest han estat reemplaçades en gran manera per materials orgànics sense asbest (NAO) a països del primer món. Avui dia, els materials de les pastilles de fre es classifiquen en una de les quatre categories principals, de la manera següent:
- Materials no metàl·lics : estan fets d'una combinació de diverses substàncies sintètiques unides en un compost, principalment en forma de cel·lulosa, aramida, PAN i vidre sinteritzat. Són curosos amb els rotors, però produeixen una bona quantitat de pols, de manera que tenen una vida útil curta.
- Materials semimetàl·lics : sintètics barrejats amb proporcions variables de metalls en escates. Aquestes són més dures que els coixinets no metàl·lics, més resistents a la decoloració i més duradors, però a costa d'un desgast més gran del rotor/tambor, que després s'ha de reemplaçar abans. També requereixen més força d'accionament que les pastilles no metàl·liques per generar un parell de frenades.
- Materials completament metàl·lics : aquests coixinets es fan servir només en vehicles de carreres i estan compostes d'acer sinteritzat sense additius sintètics. Són molt duradors però requereixen més força per reduir la velocitat d'un vehicle mentre es desgasten més ràpid els rotors. També tendeixen a ser molt sorollosos.
- Materials ceràmics : compostos d'argila i porcellana unida a escates i filaments de coure, són un bon compromís entre la durabilitat dels coixinets metàl·lics, l'agafada i la resistència a la decoloració de la varietat sintètica. El seu principal inconvenient, però, és que a diferència dels tres tipus anteriors, malgrat la presència del coure (que té una alta conductivitat tèrmica), les pastilles de ceràmica generalment no dissipen bé la calor, cosa que pot arribar a provocar que les pastilles o altres components de la frenada. sistema per deformar.[5] No obstant això, pel fet que els materials ceràmics fan que el so de frenada s'elevi més enllà de l'orella humana, semblen excepcionalment silenciosos.[10]

La resina de fenol formaldehid s'utilitza amb freqüència com a agent aglutinant. El grafit pot servir com a material de fricció i com a agent aglutinant. Un altre material de fricció comunament utilitzat és el silicat de zirconi. Un productor italià porta a terme una investigació per utilitzar el ciment com a aglutinant barat i que consumeix menys energia. La taula següent descriu la composició d'una pastilla de fre comú.
| Constitucion         | % per pes |
| Merlan (guix)        | 31.6      |
| pols de bronze       | 15        |
| Grafit               | 10        |
| vermiculita          | setze     |
| Resina fenolica      | setze     |
| fibres d'acer        | 6         |
| Partícules de cautxú | 5         |
| "Pols de fricció"    | 5         |
| Sorra                | 3         |
| fibres d'aramida     | 2         |

Hi ha factors ambientals que governen la selecció dels materials de les pastilles de fre. Per exemple, el projecte de llei SSB 6557 adoptat a l'estat de Washington el 2010 limita la quantitat de coure que es permet utilitzar en els materials de fricció, perquè finalment s'elimini a quantitats mínimes, a causa de l'impacte negatiu dels alts nivells de coure en vida aquàtica. Per substituir-lo s'han desenvolupat diferents combinacions de materials, si bé encara no es disposa d'un substitut directe. S'estan estudiant altres materials, com ara els compostos fets amb antimoni.
Els vehicles tenen diferents requisits de frenada. Els materials de fricció ofereixen fórmules i dissenys específics de laplicació. Les pastilles de fre amb més coeficient de fricció brinden una bona frenada amb menys pressió al pedal del fre, però tendeixen a perdre eficiència a temperatures més altes. Les pastilles de fre amb un coeficient de fricció més petit i constant no perden eficàcia a temperatures més altes i són estables, però requereixen una major pressió al pedal de fre.

## Manteniment i solució de problemes
Les pastilles de fre s'han de revisar com a mínim cada 5.000 milles per desgast excessiu o desigual. Tot i que el desgast de les pastilles de fre és exclusiu de cada vehicle, generalment es recomana reemplaçar les pastilles de fre cada 50.000 milles.
Les fallades a les pastilles de fre poden tenir molts efectes en el rendiment d'un vehicle. El quadre següent descriu alguns problemes comuns que poden ser causats pel mal funcionament de les pastilles de fre:
| Assumpte                                                             | Causa possible |
| -------------------------------------------------------------------- | --- |
| La frenada requereix una quantitat anormal de força al pedal del fre | Pastilles de fre desgastades, líquid de frens contaminat, pinça de fre defectuosa, cilindre mestre defectuós, pèrdua de buit, pèrdua de líquid de frens |
| El cotxe tira cap a un costat en frenar                              | Pinça de fre defectuosa, restricció al sistema hidràulic, folres de les pastilles de fre contaminats amb oli o líquid de frens, pastilles de fre no reemplaçades en parells, pastilles de fre no col·locades correctament,                                                       |
| Pobre rendiment de frenada                                           | Folres de pastilles de fre xops amb aigua, oli o líquid dels frens; Folres de pastilles de fre sobreescalfats, pastilles de fre desgastades, cilindre mestre defectuós, fuita de líquid de frens, aire al líquid de frens, sabates de fre mal ajustades, líquid de frens bullint |
| frenada sensible                                                     | Folres de pastilles de fre incorrectes; Folres de pastilles de fre greixosos, vàlvula dosificadora defectuosa, vareta d'empenta del cilindre mestre desajustada |
| Frenat sorollós (sons de grinyols o grinyols) en frenar)             | Pastilles de fre extremadament desgastades, pastilla(es) de fre no col·locada(des) correctament, falca de pastilla de fre defectuosa o faltant, indicador de desgast de la pastilla de fre                                                                                       |
| Vibració en frenar                                                   | Rotors o pastilles contaminats, rotors deformats, tambors fora de rodonesa, activació de l'ABS |

## Assaig de materials
L'Oficina Nacional de Normes (NBS) va començar a provar el material de frens als EE. EUA el 1920. Després, la configuració de prova es va compartir amb els fabricants que els volien perquè poguessin començar a tastar els seus propis productes. Amb el temps, l'NBS va continuar desenvolupant nous instruments i procediments per provar pastilles i revestiments, i aquests estàndards finalment es van convertir en els estàndards per al Codi de seguretat per a frens i proves de frens del Comitè d'estàndards d'enginyeria nord-americana.
La prova SAE J661 s'usa per determinar la fricció de diferents materials de pastilles de fre provant un disc de 1 polzada (25 mm) camisa quadrada amb tambor de fre. Aquesta prova dona valors de coeficient de fricció tant en calent com en fred, que després es combina amb una designació de lletra. La taula següent descriu quina lletra correspon a cada rang per al coeficient de fricció. Un exemple de la designació seria “GD”, on “G” és el coeficient normal, mentre que “D” representa escalfat.
| Designació de lletres per a coeficients de fricció |                |
| C                                                  | <0.15          |
| D                                                  | 0,15-0,25      |
| E                                                  | 0,25-0,35      |
| F                                                  | 0,35-0,45      |
| G                                                  | 0,45-0,55      |
| H                                                  | >0.50          |
| Z                                                  | desclassificat |

## Catalogació
Hi ha diferents sistemes per a la catalogació de pastilles de fre. El sistema més utilitzat a Europa és el sistema de numeració WVA.
El sistema de catalogació utilitzat a Amèrica del Nord i reconegut a tot el món és el sistema de numeració de peces estandarditzat per a revestiments de frens i embragatges emès pel Friction Materials Standards Institute (FMSI). La missió de FMSI és "Mantenir i millorar aquest sistema estandarditzat de numeració de peces per a tots els vehicles de carretera en ús a Amèrica del Nord".

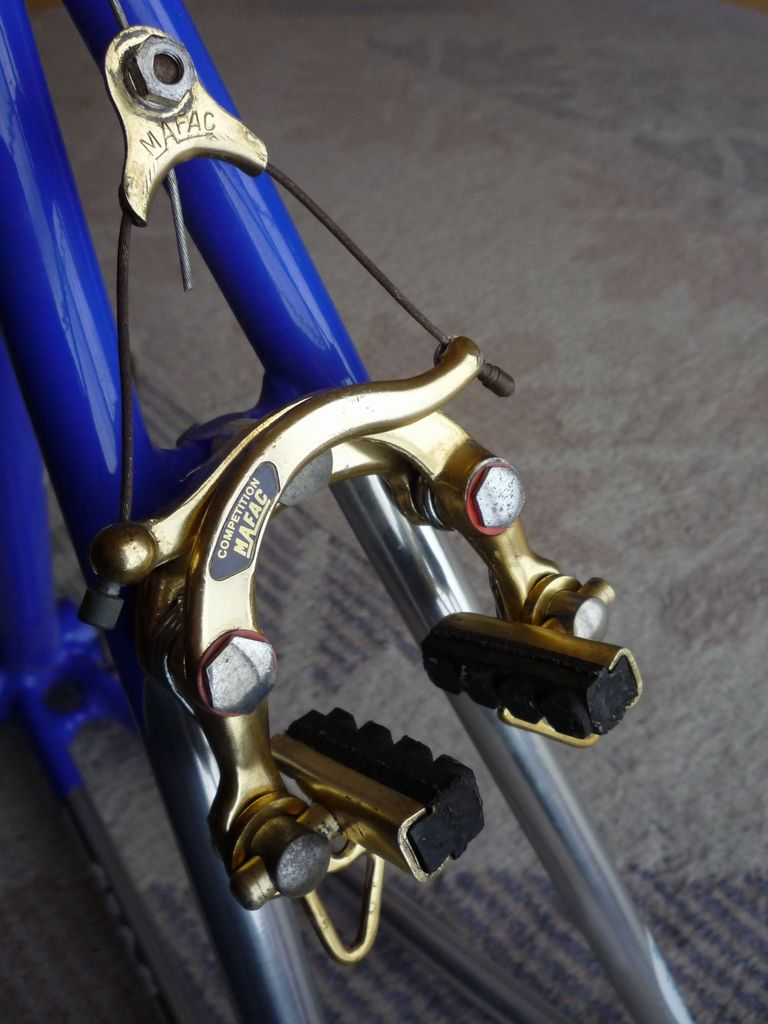
Pastilles de bicicleta

## Pastilla de fre de llanta
És un tipus de pastilla de fre que s'utilitza als frens de llanta de les bicicletes. Aquestes pastilles van muntades en un parell de caixes rectangulars obertes que són solidàries de les mordasses dels frens de bicicleta tradicionals. Les mordasses pressionen les pastilles contra la llanta de la roda per reduir per fricció la velocitat de la bicicleta o aturar-la.
La pastilla de fre té la forma del component mòbil (la llanda) contra la que exerceix la pressió. Les pastilla de fre es substitueixen quan el revestiment de fre està desgastat.